# OUT
Out is een Nederlandse dramafilm uit 2024 en is het speelfilmdebuut van Dennis Alink. Deze in zwart-wit opgenomen coming-of-agefilm, geïnspireerd door het leven van de regisseur, heeft jonge acteurs Bas Keizer en Jefferson Yaw Frempong-Manson in de hoofdrollen. De film ging eind juni 2024 in première op het Frameline Film Festival en kwam in oktober 2024 uit in de Nederlandse bioscopen.

## Verhaal
Tom en Ajani zijn homoseksueel en hebben in het geheim een relatie. De ouders van Ajani staan hier redelijk open tegenover, maar Tom durft niet over zijn geaardheid te vertellen aan zijn familie. Ook op school willen beiden zich niet outen. Ze zijn bezig hun eigen western te filmen in het polderlandschap van Twente en dromen ervan filmmakers te worden. Wanneer ze worden toegelaten tot de Nederlandse Filmacademie, verlaten Tom en Ajani de bekrompen, landelijke gemeenschap en verhuizen naar Amsterdam. Hier proberen ze een nieuw leven op te bouwen, waar een queer scene aanwezig is. Ze willen in de stad als filmmakers aan de slag.

## Rolverdeling
| acteur                        | personage        |
| ----------------------------- | ---------------- |
| Bas Keizer                    | Tom              |
| Jefferson Yaw Frempong-Manson | Anjani           |
| Bram Agterbos                 | Jeroen           |
| Joel Castillo                 | Claude           |
| Fjodor Jozefzoon              | Fernando         |
| Bram Lugt                     | Gino             |
| Victor Löw                    | Arthur           |
| Donnavon Madaran              | Steve            |
| Robbert Rodenburg             | Julian           |
| Diron Sterk                   | Collin           |
| Luuk van Leeuwen              | Marco            |
| Henry van Loon                | Zen              |
| Gino Wientjes                 | Joey             |
| André Manuel                  | vader van Tom    |
| Laurens ten Den               | vader van Ajani  |
| Merel ten Elzen               | moeder van Ajani |
| Johan De Joode                | portier          |
| Bert Eeftink                  | barman           |
| Florian Gerritsen             | dealer           |
| Tarik Rahali                  | eventplanner     |

## Productie

### Regie en scenario
Het leven van regisseur Dennis Alink verliep soortgelijk als dat van zijn hoofdpersonages. Out is zijn vijfde langfilm en zijn debuut in speelfilms na Sluizer Speaks, Unknown Brood, Goin' Rectal en Freek. Alink werd geboren in Oldenzaal, groeide op in het landelijke Ootmarsum in Dinkelland, Overijssel, besloot op 16-jarige leeftijd regisseur te worden en werkt sinds zijn afstuderen aan de Nederlandse Filmacademie in Amsterdam. Hij begon als figurant en later als productieassistent. Zijn eerste documentaire Sluizer Speaks behandelt de Nederlandse filmmaker George Sluizer, bekend van Spoorloos en Dark Blood, de laatste film van acteur River Phoenix. In Unknown Brood richtte hij zich op de Nederlandse blues- en rockmuzikant Herman Brood. Freek behandelt het levenswerk van Freek de Jonge, een Nederlandse cabaretier. Alink werkt ook als filmrecensent bij Midnight Movie Review.
Het script, geïnspireerd door Alinks leven, werd geschreven door Thomas van der Gronde. In 2019 schreven Alink en Van der Gronde het manifest Dogma 19, geïnspireerd door Dogma 95, opgericht door Lars von Trier en Thomas Vinterberg. Samen waren Alink en Van der Gronde ook de producenten van de film.

### Cast en opnamen
Bas Keizer en Jefferson Yaw Frempong-Manson spelen de hoofdrollen Tom en Ajani. Keizer was eerder te zien in verschillende Nederlandse tv-series, en Frempong-Manson is bekend van Spangas. Bram Agterbos speelt hun vriend Jeroen en André Manuel speelt Toms vader. Victor Löw en Henry van Loon spelen docenten aan de Amsterdamse Filmacademie. Robbert Rodenburg speelt een vriend die Tom en Ajani introduceert in het Amsterdamse nachtleven. Andere rollen worden gespeeld door Bert Eeftink, Merel ten Elzen en Laurens ten Den. De casting begon al eind 2019.
De opnamen vonden grotendeels plaats in en rond Ootmarsum, waar Alink opgroeide, en werden eind 2023 afgerond. In Amsterdam werd gefilmd op locaties zoals de Leidse Straat, de Nederlandse Filmacademie en de fetisjclub Church in de Kerkstraat. Verdere opnamen vonden plaats in Berlijn. De werktitel was One of Us. Van der Gronde was tevens cameraman en filmde in zwart-wit.

### Release
De première van Out vond plaats op 25 juni 2024 tijdens Frameline48, de 48e editie van het San Francisco International LGBTQ+ Film Festival. Op 10 oktober 2024 verscheen de film in de Nederlandse bioscopen. Vanaf half oktober 2024 wordt Out vertoond op het New Orleans Film Festival. Ook in oktober 2024 wordt de film gepresenteerd op het OUTshine LGBTQ+ Film Festival.